# Sebastiano Aglianò
Sebastiano Aglianò (Siracusa, 1917 – Siena, 1982) è stato un critico letterario, saggista e italianista italiano.

## Biografia
Studioso di Foscolo, curò l'edizione del Didimo Chierico profeta minimo e altri scritti (Milano, Bompiani, 1945) e delle Poesie e prose varie (Firenze, Marzocco, 1946). Suoi scritti danteschi apparvero su riviste quali Studi danteschi e La bibliofilia e in un volume dedicato a Il canto di Farinata: Inf. 10 (Lucca, Lucentia, 1953). Docente di letteratura italiana presso il Magistero di Siena, ha pubblicato, nel 1945, Cos'è questa Sicilia: saggio di analisi psicologica collettiva; il libro, col titolo abbreviato in Questa Sicilia, fu riedito nel 1950 da Mondadori e, con titolo ancora mutato in Che cos'è questa Sicilia? da Sellerio nel 1996.
Nel 1946 ebbe pure una parentesi calcistica quale presidente del Siracusa, nonché dal 1945 al 1947 della Società Sportiva Comunale, all'epoca la seconda società calcistica aretusea.